# Timo Schlieck
Timo Schlieck (* 2. März 2006 in Oelde) ist ein deutscher Fußballspieler. Der Torwart spielt derzeit als Leihgabe vom Bundesligaverein RB Leipzig für den 2. Fußball-Bundesliga Verein SpVgg Greuther Fürth. Er ist der Sohn von Thomas Schlieck (Koordinator Torwartbereich RB Leipzig).

## Karriere
Schlieck begann seine Karriere im Alter von vier Jahren bei der SpVg Oelde und wechselte 2016 in die Jugend von Arminia Bielefeld. Über Borussia Dortmund wechselte er zu RB Leipzig. Am 5. März 2024 unterschrieb er seinen ersten Profivertrag mit Gültigkeit bis 2027 bei RB Leipzig.
Zum 1. Juli 2024 wechselte er auf Leihbasis zum Reserveteam des RSC Anderlecht, RSCA Futures. Für das Team, welches in der Challenger Pro League (zweithöchste Liga in Belgien) spielt, kam Schlieck auf insgesamt 21 Spiele.
Zur Saison 2025/2026 wechselte er leihweise zum 2. Bundesliga-Team SpVgg Greuther Fürth.